# 三氟甲硫醇汞
三氟甲硫醇汞是三氟甲硫醇的汞盐，化学式为Hg(SCF3)2。它可由三氟甲基二硫化物（CF3SSCF3）和汞在紫外光下反应得到。二硫化碳和氟化汞在250 °C反应，也能得到产物：
2 CS2 + 3 HgF2 → 2 HgS + Hg(SCF3)2
它可以和三卤化硼反应，得到B(SCF3)3或BXn(SCF3)3-n，其中X=Cl或Br，n=1或2。它和三苯基膦可以形成Hg(SCF3)2·2PPh3（熔点166-168 °C）。